# Sabanilla (ort i Costa Rica, Alajuela)
Sabanilla är en ort i Costa Rica.   Den ligger i provinsen Alajuela, i den centrala delen av landet, 21 km nordväst om huvudstaden San José. Sabanilla ligger 1 278 meter över havet och antalet invånare är 1 015.
Terrängen runt Sabanilla är lite bergig. Runt Sabanilla är det tätbefolkat, med 709 invånare per kvadratkilometer. Närmaste större samhälle är Alajuela, 6,4 km söder om Sabanilla. I omgivningarna runt Sabanilla växer i huvudsak städsegrön lövskog.